# Nellia haywardi
Nellia haywardi is een mosdiertjessoort uit de familie van de Quadricellariidae. De wetenschappelijke naam van de soort is voor het eerst geldig gepubliceerd in 1986 door David & Pouyet.